# Ecce homo

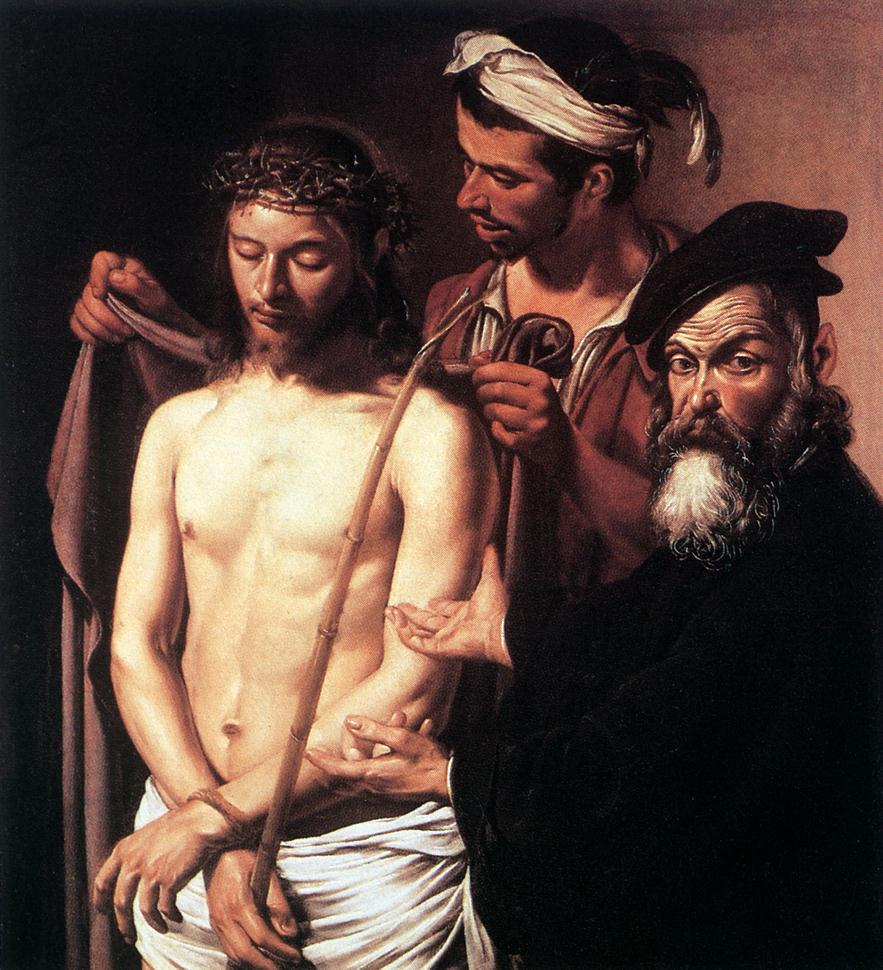
«Се человек».
Караваджо, около 1605, Палаццо Россо, Генуя

Ecce homo (классич. [ˈɛkːɛ ˈhɔmoː] — букв. «вот человек; это человек»; церк.-слав. сѐ чл҃вѣ́къ) — слова Понтия Пилата об Иисусе Христе. Латинский перевод из Вульгаты греческого выражения Ἰδοὺ ὁ ἄνθρωπος, с которым, согласно Евангелию от Иоанна, прокуратор Иудеи Понтий Пилат показал народу Иерусалима после бичевания Иисуса Христа, одетого в багряницу и увенчанного терновым венцом, желая возбудить сострадание толпы.

Тогда вышел Иисус в терновом венце и в багрянице. И сказал им Пилат: «се, Человек!» Когда же увидели Его первосвященники и служители, то закричали: «распни, распни Его!» Пилат говорит им: «возьмите Его вы, и распните; ибо я не нахожу в Нем вины».
— Ин. 19:5
Событие это имело место поздним утром Страстной пятницы, в иерусалимском претории рядом с башней замка Антония.
Выражение стало крылатым. Его употребляют, в частности, когда хотят указать на достойное сострадания положение цивилизованного человека нашего времени.

## Иконография
Тема редко встречается в христианском искусстве до периода Возрождения, когда она стала распространённой. В иконографии Иисуса Христа — название типа изображения, входящего в цикл Страстей Господних, Иисус изображается страдающим, в терновом венце, впивающемся шипами в кожу, окровавленного после бичевания, в руках может быть ветка, символизирующая скипетр, на плечах красная мантия — так как он карикатурно переодет царём. Известно два типа интерпретации темы художниками:
1. Сюжетная сцена, включающая много персонажей.
2. В качестве молитвенного образа (коронованный лик или изолированная фигура Христа по пояс).

В исходном варианте в сцене обязательно присутствовал человек, произносящий эту фразу, то есть Пилат; желательно было наличие тех, кто в ответ прокричит ему «распни Его, распни» — священники, стражники, толпа. Сцена разыгрывается в городском саду или на балконе претории Пилата, или же в зале суда. Христос изображается облачённым в символы царства (терновый венец, багряница, тростниковый скипетр), его руки часто сложены накрест, обычно связаны верёвкой или цепью, на шее также может болтаться верёвка, завязанная узлом. На теле могут быть раны. Выражение лица Христа для художников представляло проблему, они стремились передать его жалость к врагам (в Раннем Возрождении он мог плакать). Жест Пилата, указующий на Христа иллюстрирует слова. Толпа размахивает кулаками, требуя распятия.
Но нередко название применяется к произведениям, где Христос изображён в описанном виде, но один, во время осмеяния, или же страждущий. В этих случаях подчёркивается полное человеческое одиночество Иисуса, покинутого, брошенного и уничижённого. Такой вариант Ecce homo часто смыкается с подтипом, называемым Мужем скорбей (Vir dolorum), где Христос также изображается в венце и крови, в одиночестве (или же поддерживаемый ангелами), также может фигурировать гроб или распятие. Иконография «Муж скорбей» является символическим изображением Христа, а не каким-либо моментом его Страстей, в отличие от Ecce homo он имеет раны от гвоздей на руках и от копья в подреберье (то есть де факто он уже скончался), но изображается в то же время живым (что характерно для иконографии «Христа в темнице» в православной народной скульптуре).

## Галерея

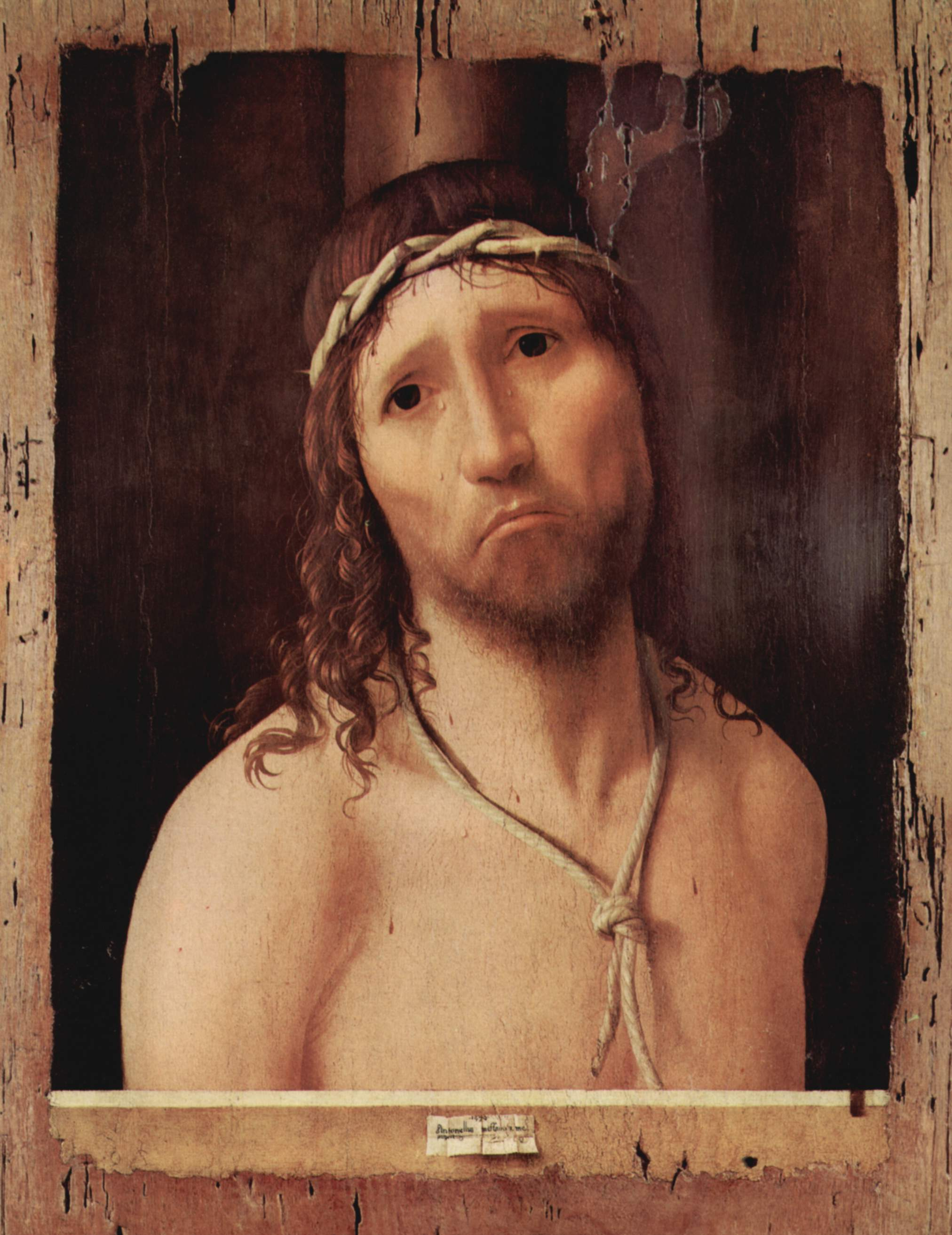
Антонелло да Мессина, 1473
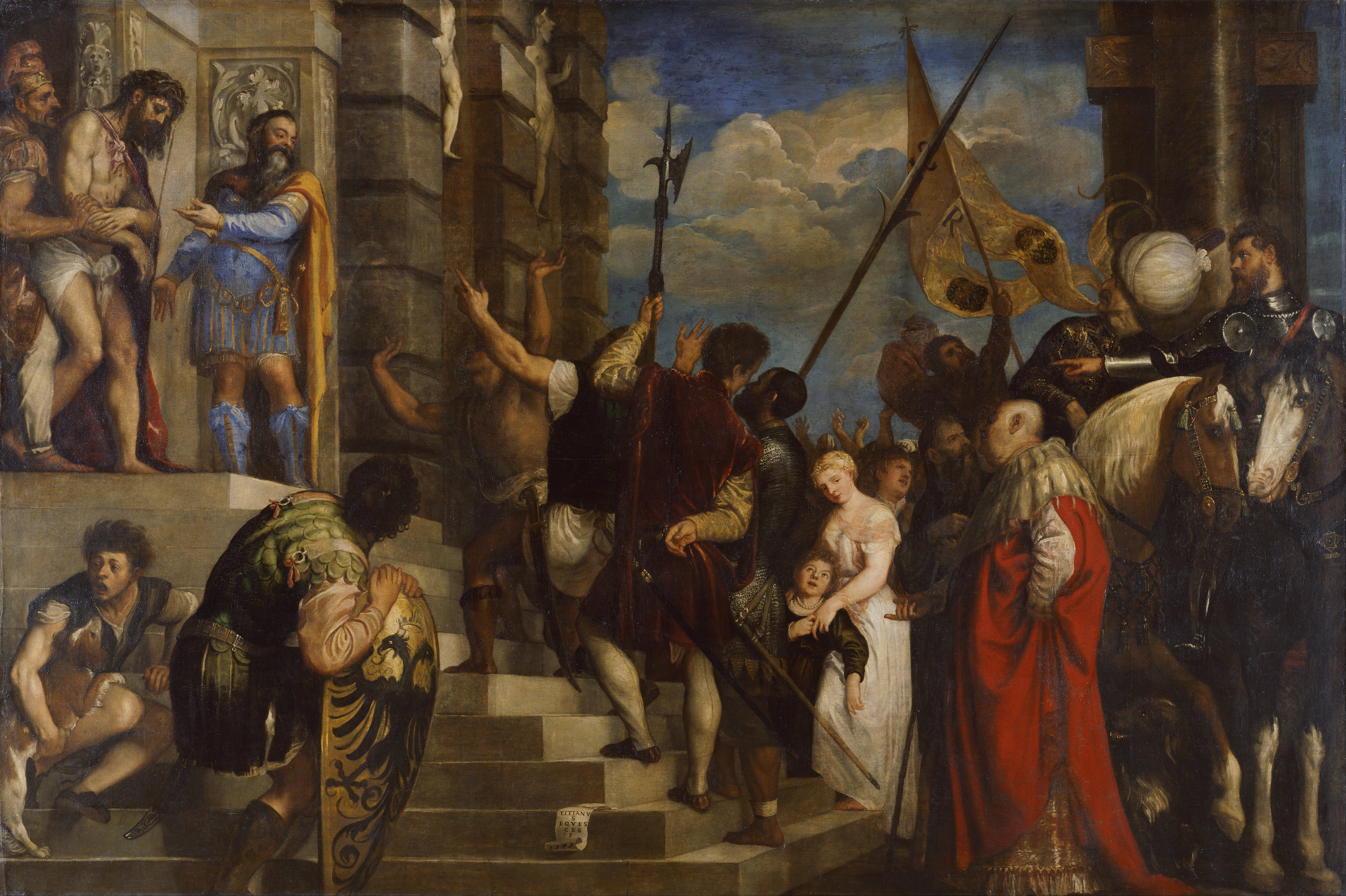
Тициан, 1543
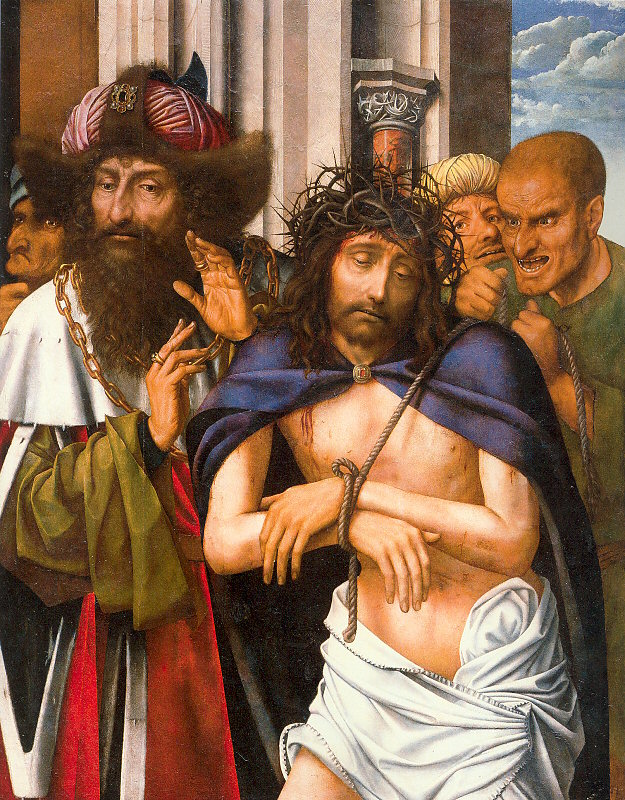
Квентин Массейс, 1526
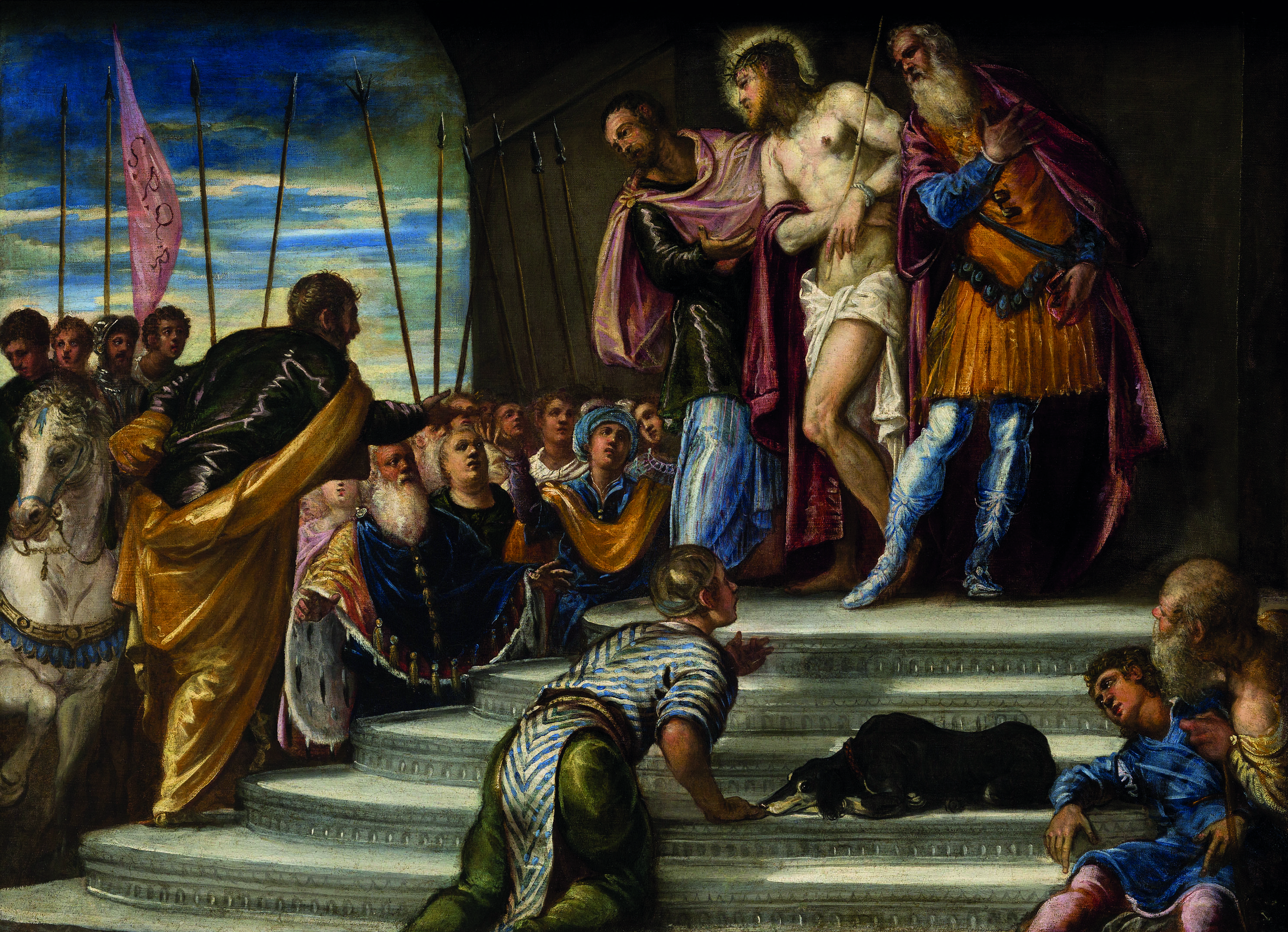
Тинторетто, 1546
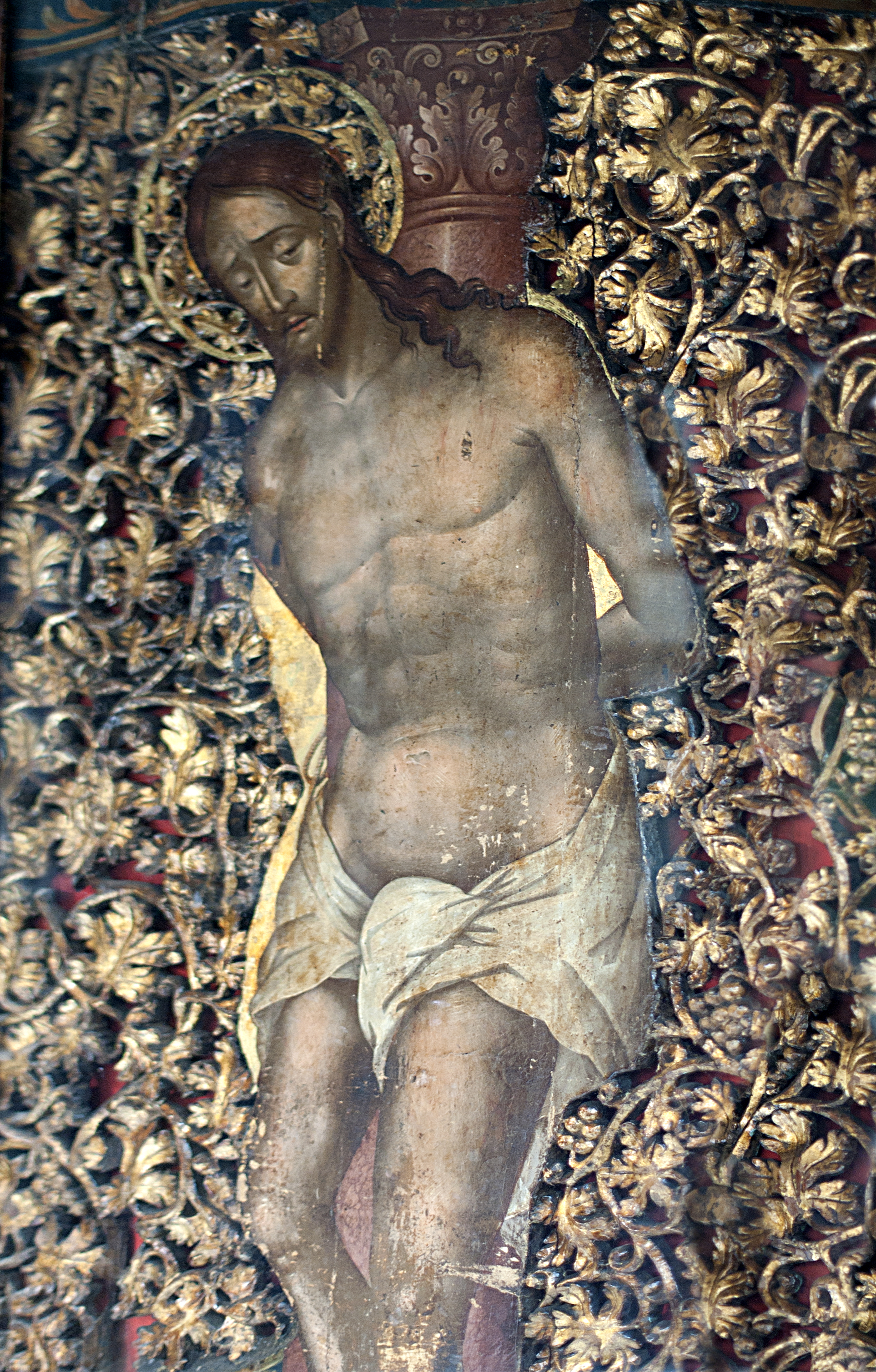
Elias Moskos, 1648
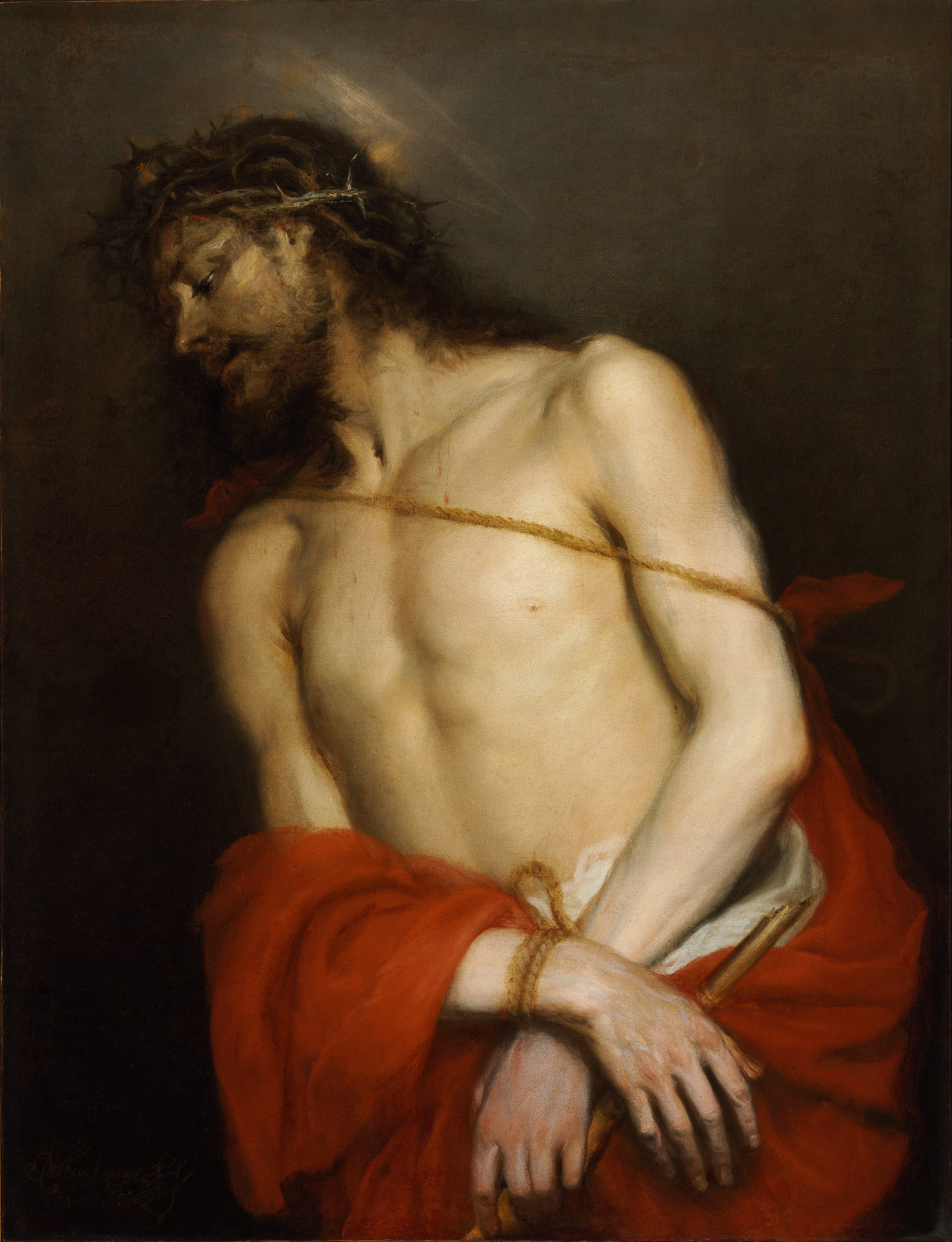
Матео Сересо[исп.], 1650

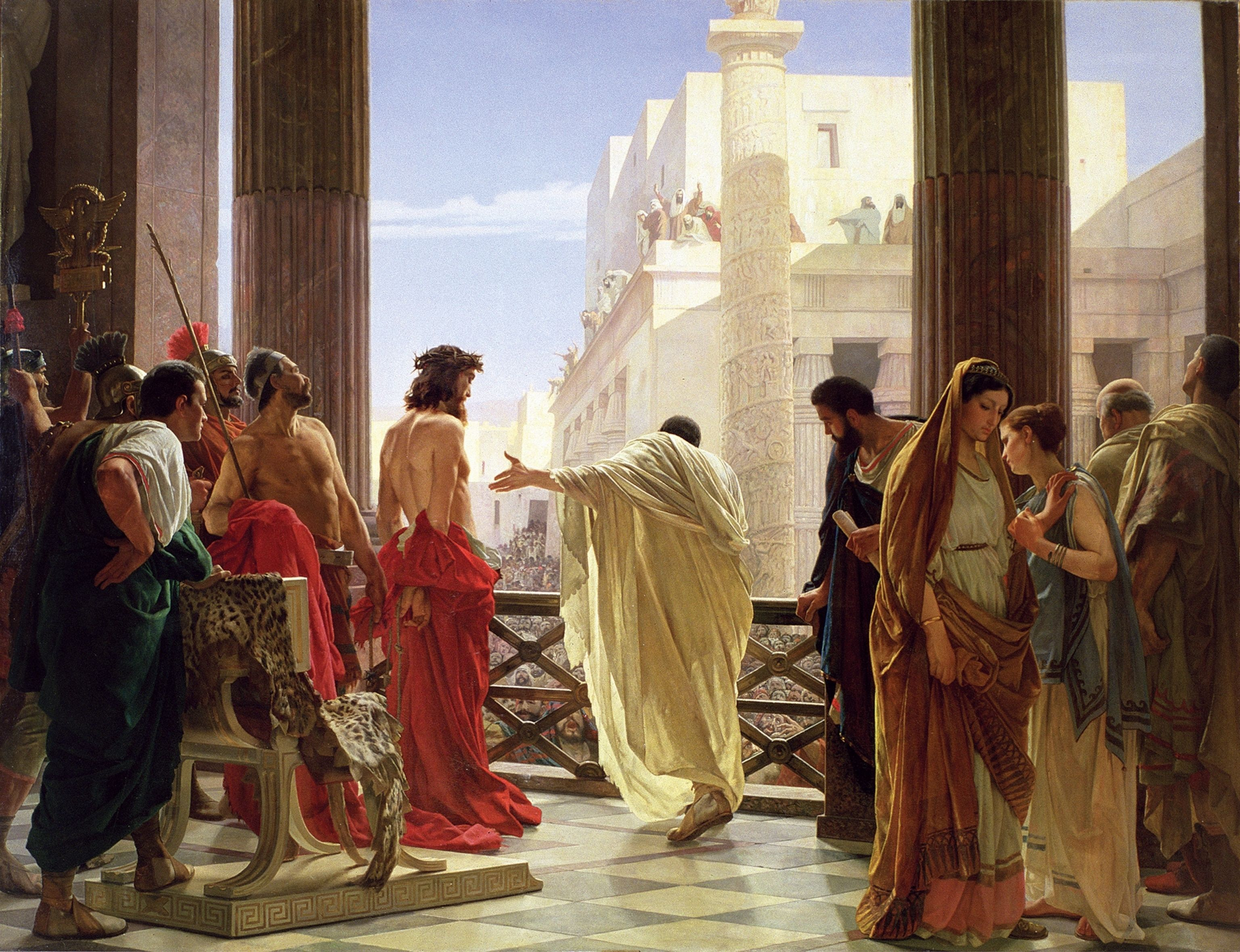
Антонио Чизери, 1871
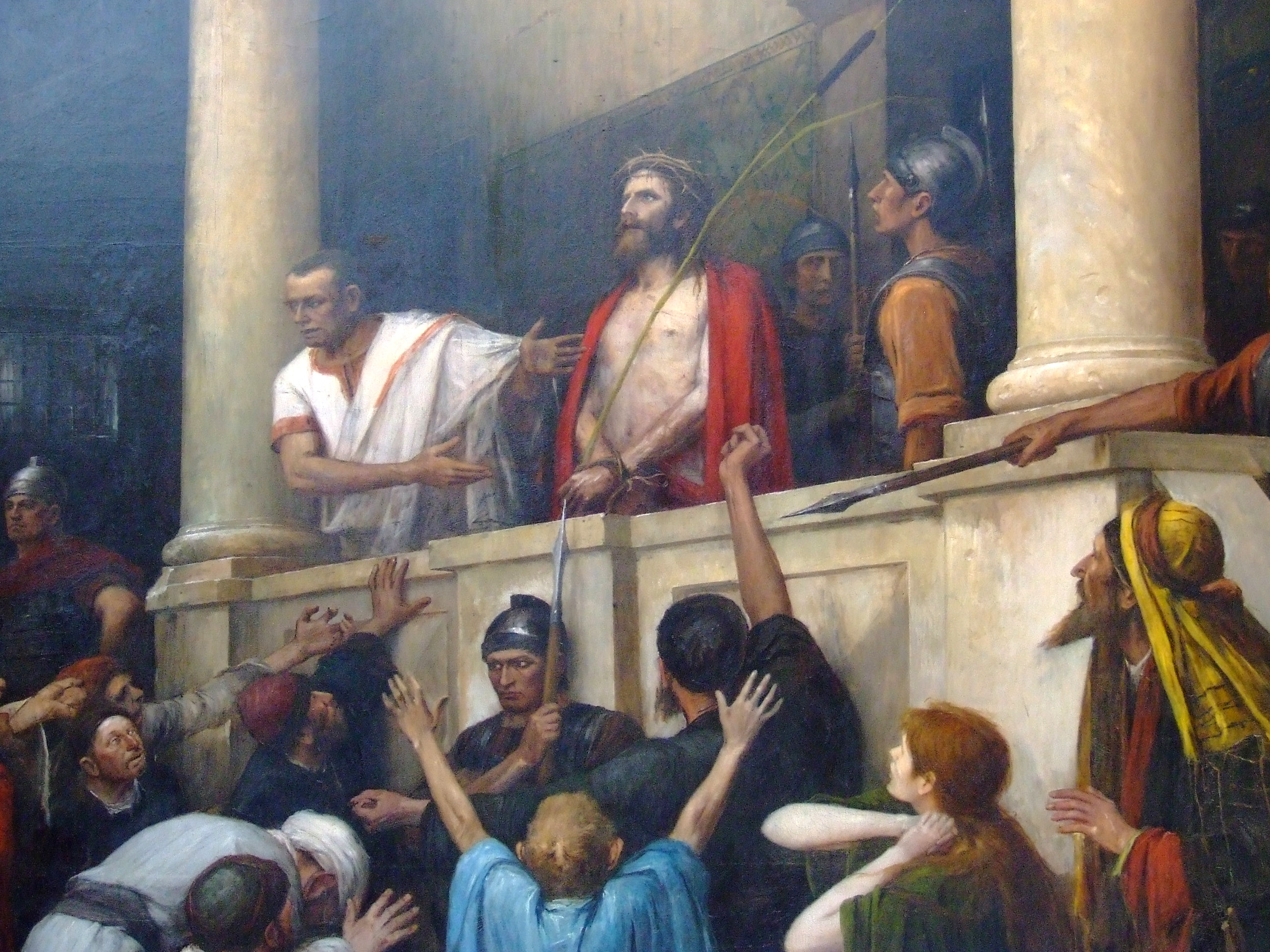
Михай Мункачи, 1896
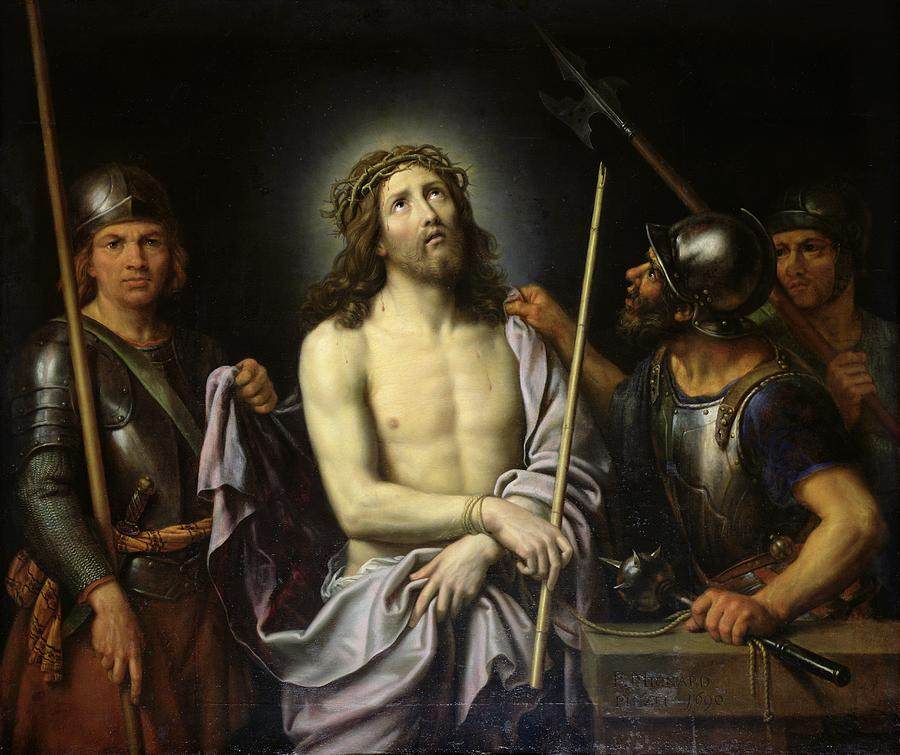
Пьер Миньяр, 1690
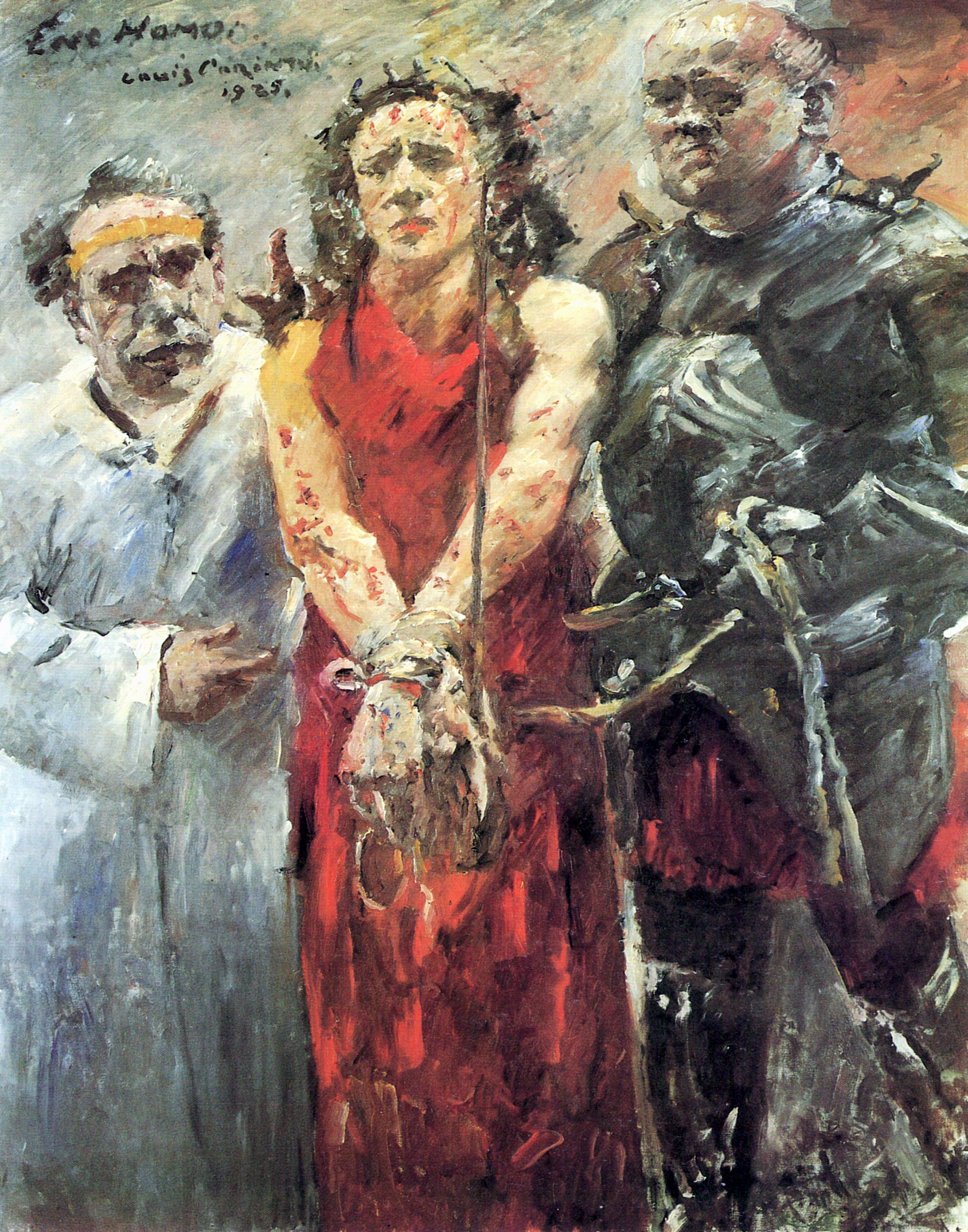
Ловис Коринт, 1925
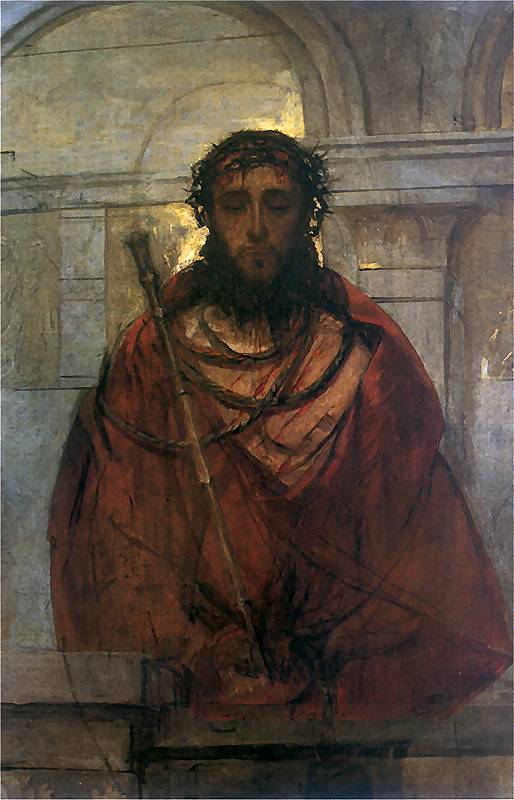
Альберт Хмелёвский, 1881
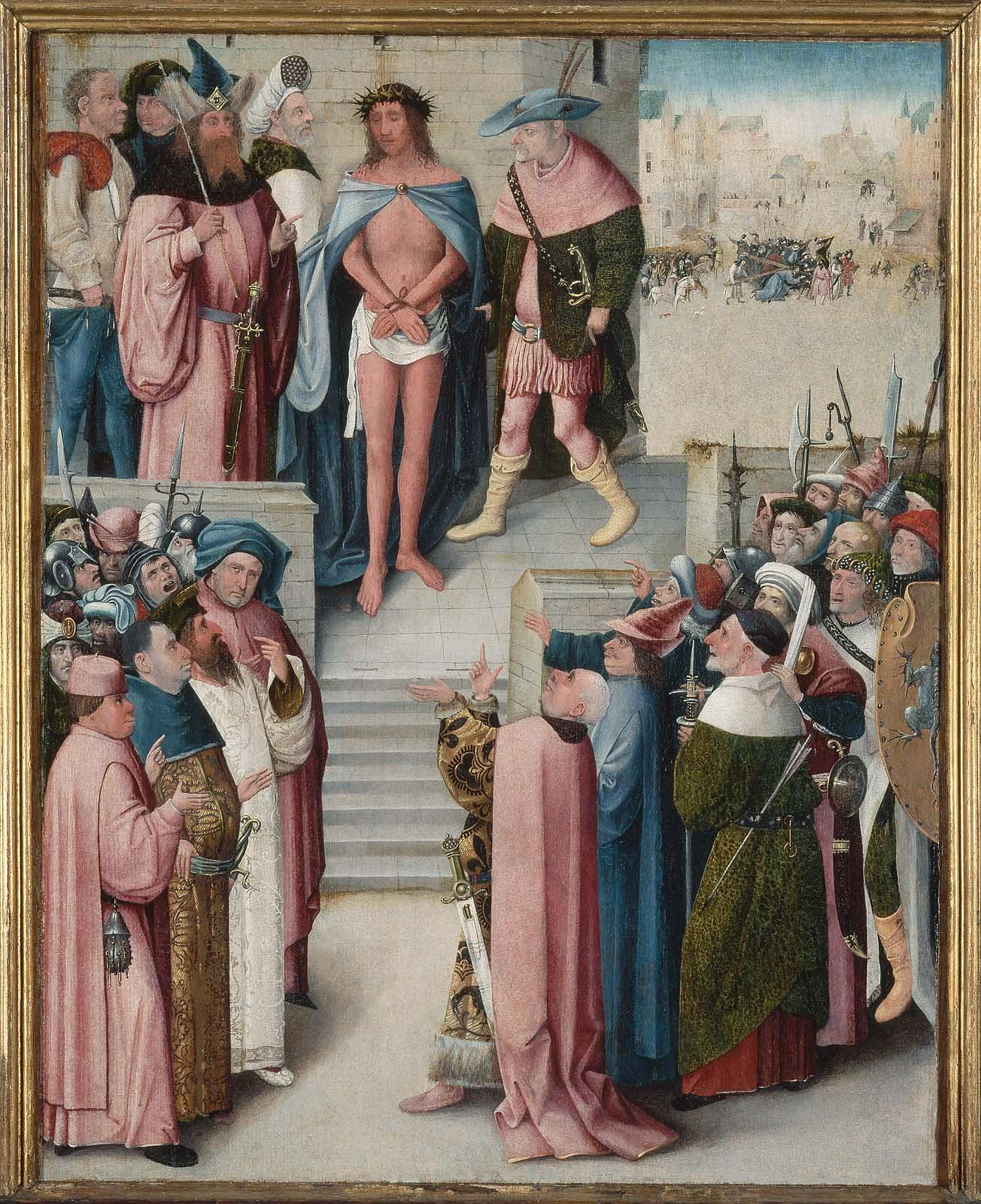
Мастерская Иеронима Босха